# Louis Hector François Allemand
Louis-Hector-François Allemand (Lione, 5 agosto 1809 – Lione, 13 settembre 1886) è stato un pittore francese.

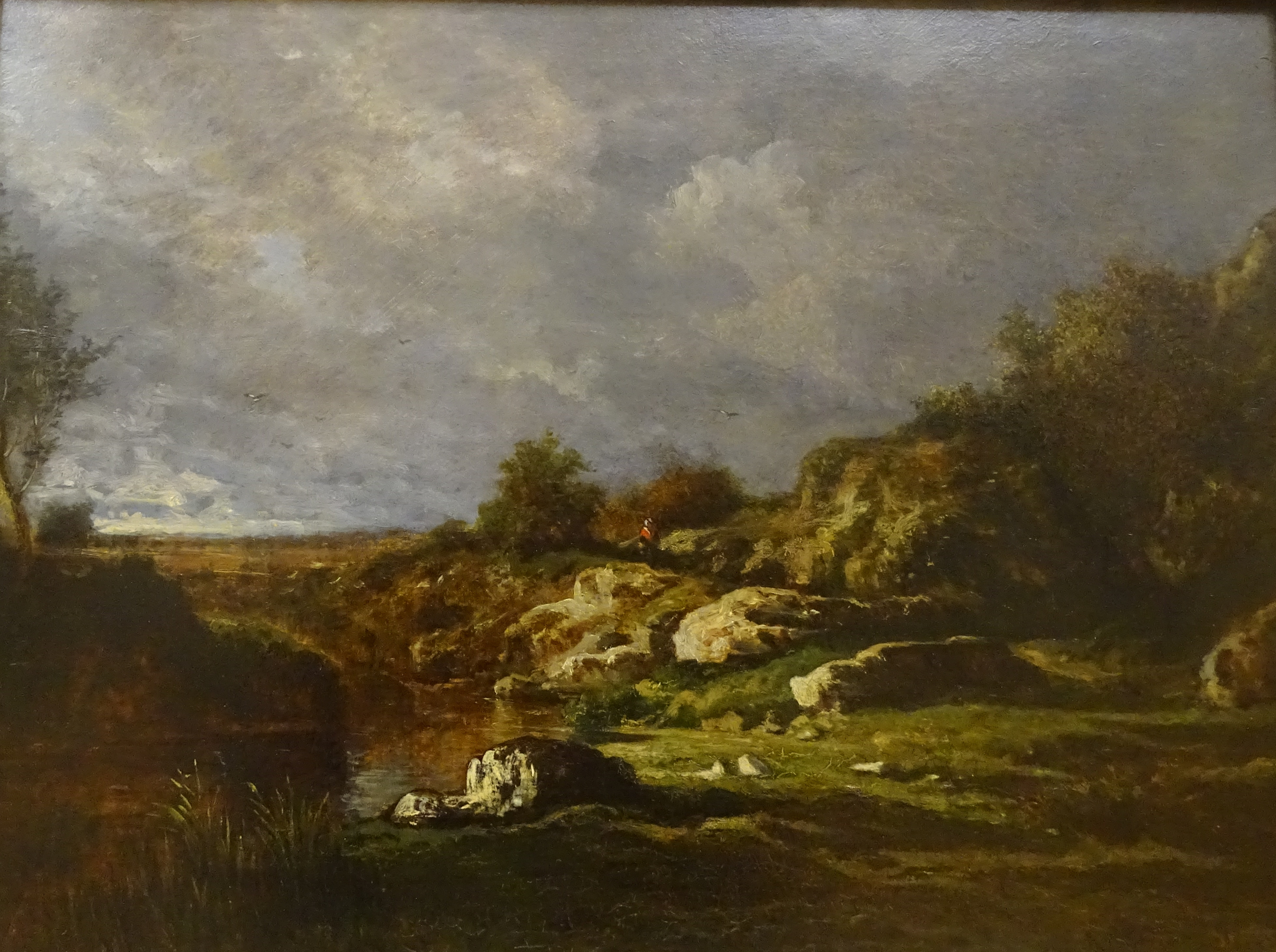
Lo stagno di Frignon, di Hector Allemand, 1856, Museo di Grenoble.

Dipinse vivaci paesaggi influenzati dallo stile romanticheggiante di J. Ruisdael. Fu collezionista di opere d'arte di ogni genere.
Le sue opere sono esposte in vari musei francesi.

## Pubblicazioni
- Causeries sur le paysage (1877)